# 시큐아이
주식회사 시큐아이(SECUI Corp.)는 2000년 3월 27일 설립된 정보 보호 전문 업체로 삼성그룹 삼성SDS의 자회사이다.
주요 사업은 네트워크 정보보호 제품의 개발 및 판매 사업, 보안 전문 SI사업, 보안 컨설팅 사업, 보안 관제 사업 등이다.